# Maawija uld Sid’Ahmad Taja
Maawija uld Sid’Ahmad Taja, (arab. معاوية ولد سيد احمد الطايع fr. Maaouya Ould Sid'Ahmed Taya, ur. 28 listopada 1941 w Atarze) – mauretański wojskowy i polityk, premier Mauretanii w latach 1981-1984 i 1984-1992, prezydent Mauretanii od 12 grudnia 1984 do 3 sierpnia 2005. Został odsunięty od władzy przez wojsko w wyniku zamachu stanu.

## Życiorys
Pochodzi z ludności arabskiej, urodził się w zachodniej Mauretanii. Ukończył francuską szkołę średnią w Atarze. Przez wiele lat służył w armii, kończąc kilka szkół wojskowych. Pełnił szereg funkcji dowódczych w okresie prezydentury Moktara Daddaha, m.in. był zastępcą szefa sztabu armii; dowodził w walkach z Frontem Polisario na terenie Sahary Zachodniej. Uczestniczył w puczu, który odsunął Daddaha od władzy w lipcu 1978. Z ramienia Wojskowego Komitetu Ocalenia Narodowego pełnił kolejne funkcje – ministra obrony (styczeń-marzec 1979), dowódcy policji (1979–1980), ministra górnictwa i energetyki, szefa sztabu armii. Otrzymał w tym okresie stopień podpułkownika. Od kwietnia 1981 do marca 1984 pełnił funkcję premiera i jednocześnie ministra obrony.
Doszedł do władzy po obaleniu prezydenta Muhammada Hajdalli w grudniu 1984 – został zarazem głową państwa (prezydentem i przewodniczącym Wojskowego Komitetu Ocalenia Narodowego), premierem i ministrem obrony. W 1992 wygrał wybory prezydenckie, które opozycja uznała za sfałszowane (zrezygnował w tym czasie z kierowania rządem). Stanął na czele prawicowej Republikańska Partii Demokratycznej i Socjalnej. Do połowy lat 90. prowadził proiracką politykę zagraniczną z której zrezygnować musiał na skutek międzynarodowej izolacji kraju po I wojnie w Zatoce Perskiej.
W czerwcu 2003 przeżył nieudaną próbę zamachu stanu; 7 listopada 2003 ponownie wygrał wybory prezydenckie zdobywając 66,69% głosów, ale wyniki tych wyborów opozycja również podała w wątpliwość. W sierpniu 2004 udało mu się stłumić kolejny zamach stanu, zorganizowany tuż przed planowaną wizytą we Francji.
Na początku sierpnia 2005 Taja udał się na ceremonię pogrzebową króla Arabii Saudyjskiej Fahda. Okoliczność tę wykorzystali wojskowi, którzy zajęli siedziby ważniejszych urzędów w stolicy kraju Nawakszucie, a także budynki państwowej telewizji i radia. Grupa, która nazwała się Wojskową Radą Sprawiedliwości i Demokracji, ogłosiła, że „siły wojskowe i siły bezpieczeństwa podjęły jednogłośną decyzję o zakończeniu autorytarnych praktyk obalonego reżimu, przez który ludzie cierpieli od wielu lat”. Wojskowi zapowiedzieli, że przejmują władzę na okres 2 lat, w trakcie których przygotowany zostanie grunt pod wprowadzenie instytucji demokratycznych. Unia Afrykańska początkowo „ostro potępiła jakąkolwiek próbę przejęcia lub przejęcie władzy na drodze siły” i w rezultacie 4 sierpnia tego samego roku zawiesiła Mauretanię w członkostwie w organizacji do czasu przywrócenia porządku konstytucyjnego w kraju, kilka dni później zaakceptowała jednak plany junty wojskowej dotyczące wprowadzenia w kraju demokracji i przeprowadzenia wyborów prezydenckich.